# غايتان بيرين
غايتان بيرين (بالفرنسية: Gaëtan Perrin)‏ هو لاعب كرة قدم فرنسي في مركز الوسط، ولد في 7 يونيو 1996 في ليون في فرنسا. لعب مع أولمبيك ليون.

## وصلات خارجية
- غايتان بيرين على موقع قاعدة بيانات كرة القدم.إي يو (الإنجليزية)
- غايتان بيرين على موقع Soccerway.com (الإنجليزية)
- غايتان بيرين على موقع AS.com (الإسبانية)